# Горьковский сельский совет (Акимовский район)
Горьковский сельский совет (укр. Горьківська сільська рада) — входит в состав
Якимовского района
Запорожской области
Украины.
Административный центр сельского совета находится в 
пос. Максима Горького
.

## История
- 1932 — дата образования.

## Населённые пункты совета
- пос. Максима Горького
- с. Весняное
- с. Михайловское
- с. Степовое